# 大溪警察局宿舍群
大溪警察局宿舍群是一座位於臺灣桃園市大溪區的宿舍聚落群，為臺灣日治時期至戰後時期大溪區警察所所屬的附屬設施。當前全區已登錄為桃園市歷史建築，並再利用規劃作為桃園市立大溪木藝生態博物館展館之名開放參觀。

## 沿革
臺灣日治初期，臺北縣警察署三角湧分署升格為臺北縣三角湧警察署。臺灣總督府頒布各縣警察署轄下設置分署，使得大嵙崁分署於1897年成立。1898年成立三角湧辦務署大嵙崁支署後，隨即於現大溪地區興建警政單位廳舍與宿舍，其後歷經改制而變更名稱，包括於1901年轉作大嵙崁支廳、1910年因應理蕃計畫設置蕃務官吏駐在所，以及1920年大溪郡役所成立而改設庶務課與警察課等。其警政相關人員所需的宿舍空間、裝備倉儲需求等也逐漸增加。
第二次世界大戰結束後，國民政府並逐步接手臺灣各地警察部、郡所。將各郡的警察課改設警察所，原大溪郡役所下警察課變更為大溪區警察所，屬新竹縣警察局管轄。此時的宿舍空間則基於警察及其眷屬居住之需求，各戶皆會自行在建築周圍以磚或混凝土向前後空地加建。此時其加上清潔隊、消防隊的使用需求，也在原先留設的休憩空地上增建多處房舍、車庫等以鐵皮、磚、混凝土建造的增建建築，日治時期的辦公廳舍則於1970年代之間拆除，僅留存警察局宿舍群，同時部分舊有設施也隨即遭被汰換。
2012年8月29日，大溪警察局宿舍群共計23戶由桃園縣政府登錄為桃園縣歷史建築。2014年桃園縣改制為桃園市，大溪警察局宿舍群改登錄為桃園市歷史建築。2015年，大溪警察局宿舍群由桃園市政府警察局大溪分局轉移予桃園市立大溪木藝生態博物館管理。其中8戶經過修繕工程後，於2016年10月22日作為大溪木藝生態博物館的展示館一部份開放參觀。 宿舍群的第二期修復工程則於2018年開始，預計將要完成15戶(共計9棟)的修復工作，將逐步完成開放。整體工程則於2021年11月完工，總計開放10個新館，並改造成為「大溪工藝基地」。
2022年，大溪警察局宿舍群普濟路5號由大嵙崁文教基金會開設已故歌星鳳飛飛專屬展館「鳳飛飛故事館」。

## 建築設計
大溪警察局宿舍群的建築主要分布於普濟路及其13巷，沿大漢溪崖線興建。其中日式宿舍因不同職級區分，共有二戶建的丙種判任官舍、四戶建的丁種判任官舍與等級較高的分局長宿舍，及生活使用的蓄水池、庭院等設施，同時也保存國民政府時期所建的鋼筋混凝土造房舍等，當前，其建築物的主要展覽區域主要以大溪歷史、日治時期到戰後警政制度與聚落變遷，警察文物陳列及地區山林資源、生活文化的多元展設為主題。

### 四連棟

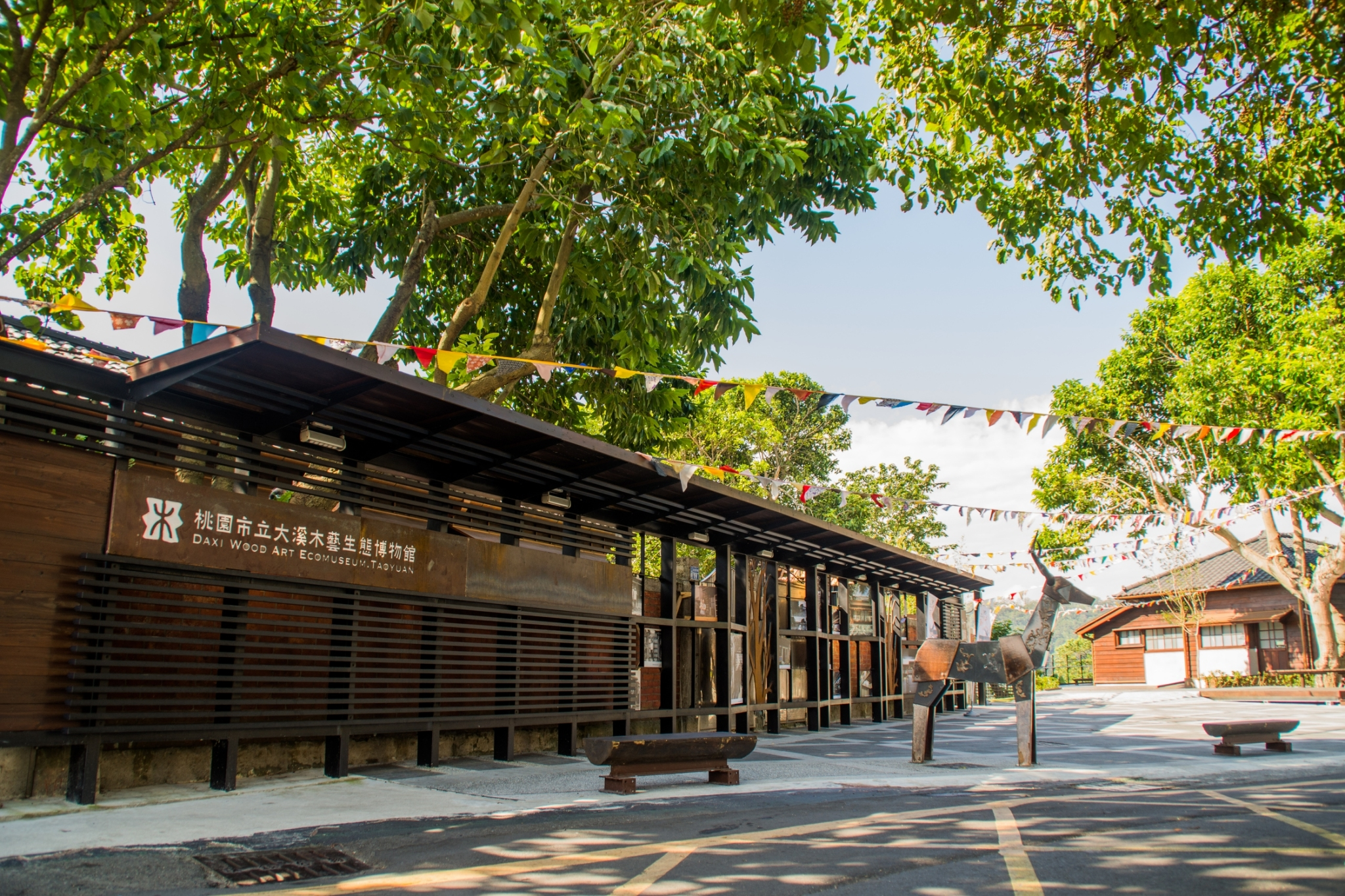
四連棟外觀
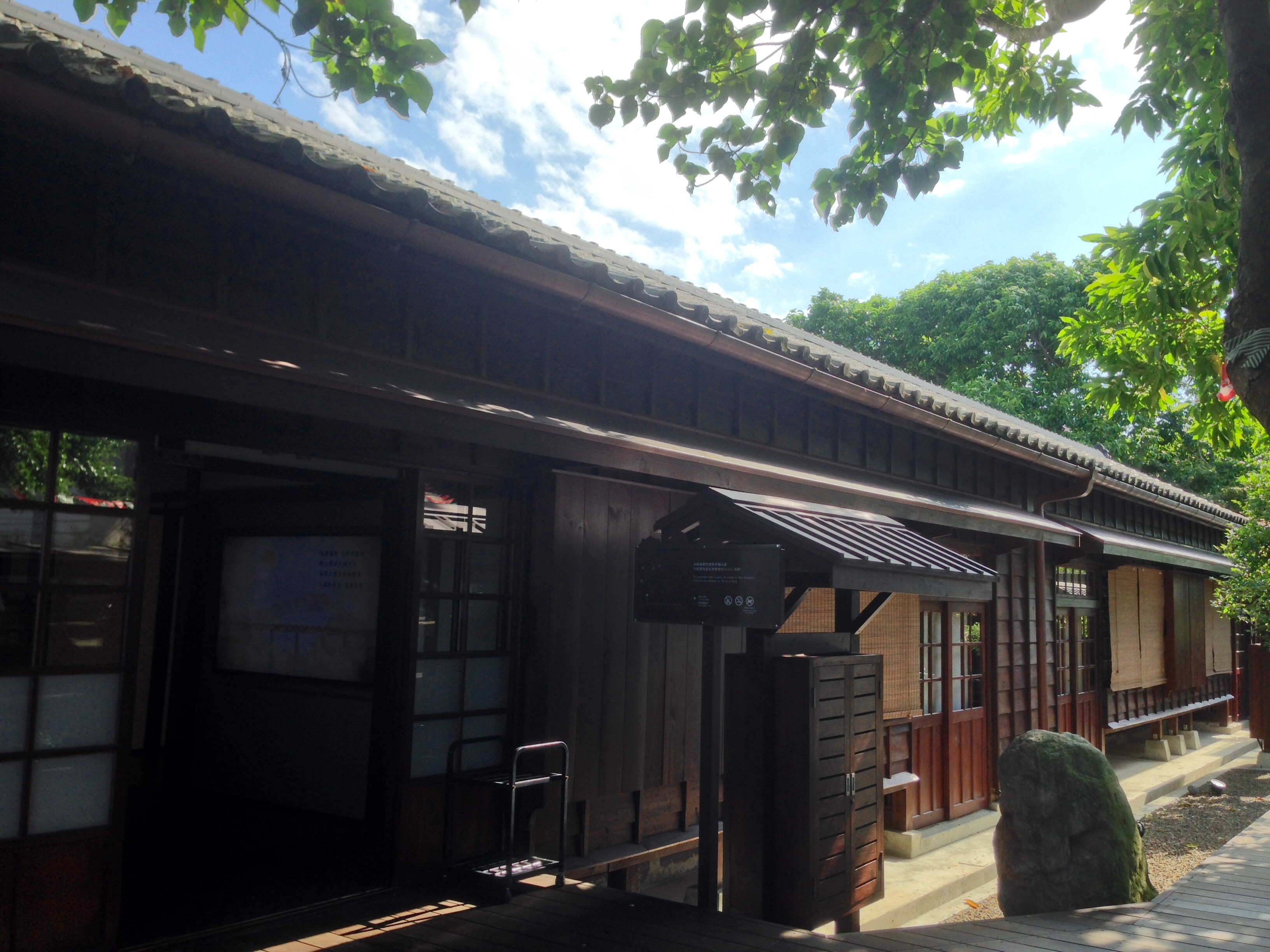
四連棟外觀
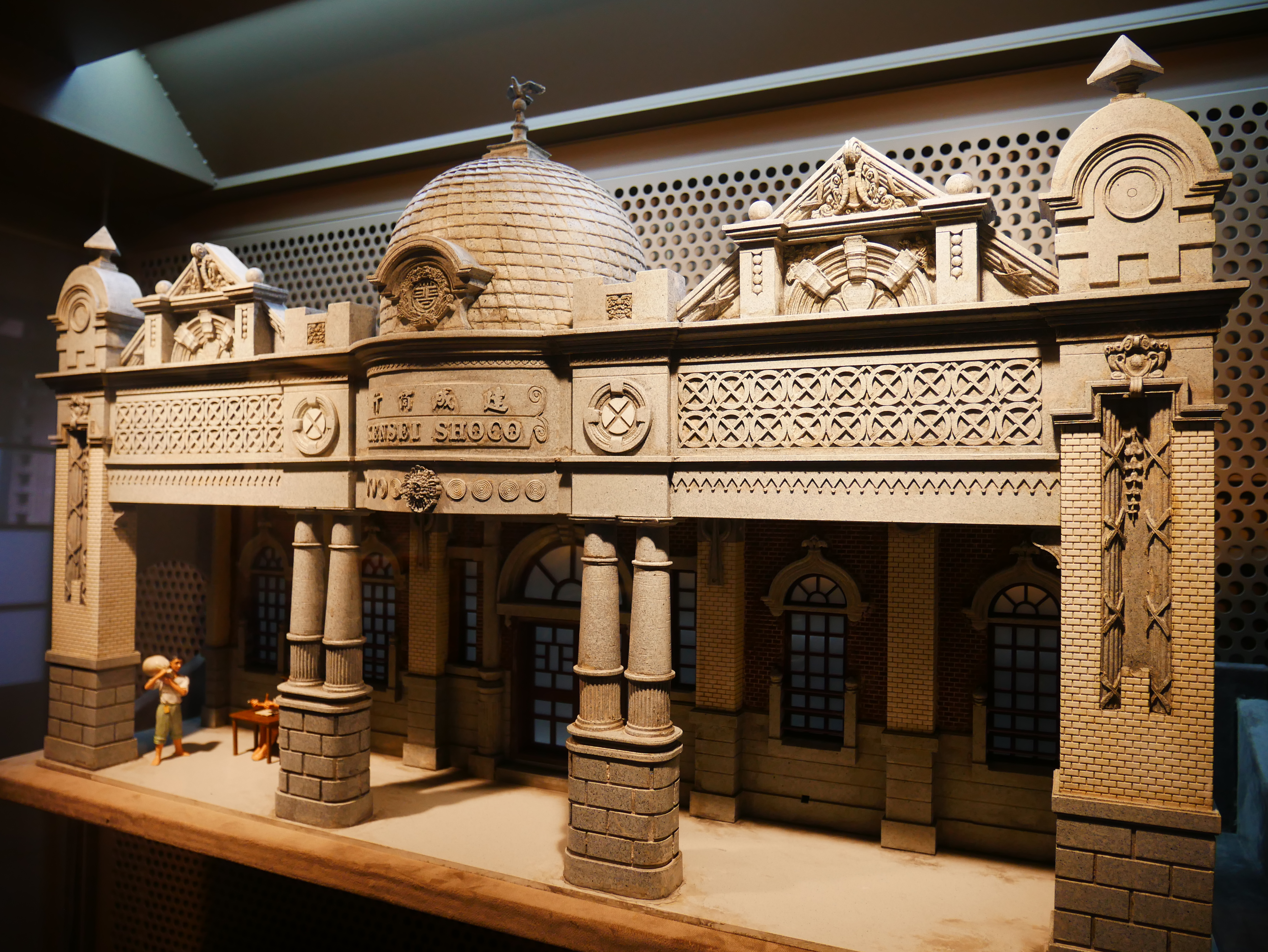
室內展示的建成商行模型

四連棟因一排四戶而得名「四連棟」。四連棟建於1937年，其官舍依其頒佈之「臺灣總督府官舍建築標準」規定標準性屬於「丁種判任官舍」。戰後時期由於居住需求增加，因而於四連棟後增設了水泥房舍，建築上以木材、磚為建材、結構，屋面並鋪有日本瓦，設有雨淋板外牆，採地板抬高、木板隔間的設計。
作為大溪木藝生態博物館常設展館使用的四連棟，常態展示了大溪的發展史。展覽內容包括靜態的模型、文物及動態影音、互動遊戲等。四連棟的展覽內容以「源自大漢溪」、「誰住在大溪」、「人文化城」、「產業協力」、「眾志成城」、「傳動大溪協力精神」及「大溪人說故事」等七大主題輪替。

### 藝師館

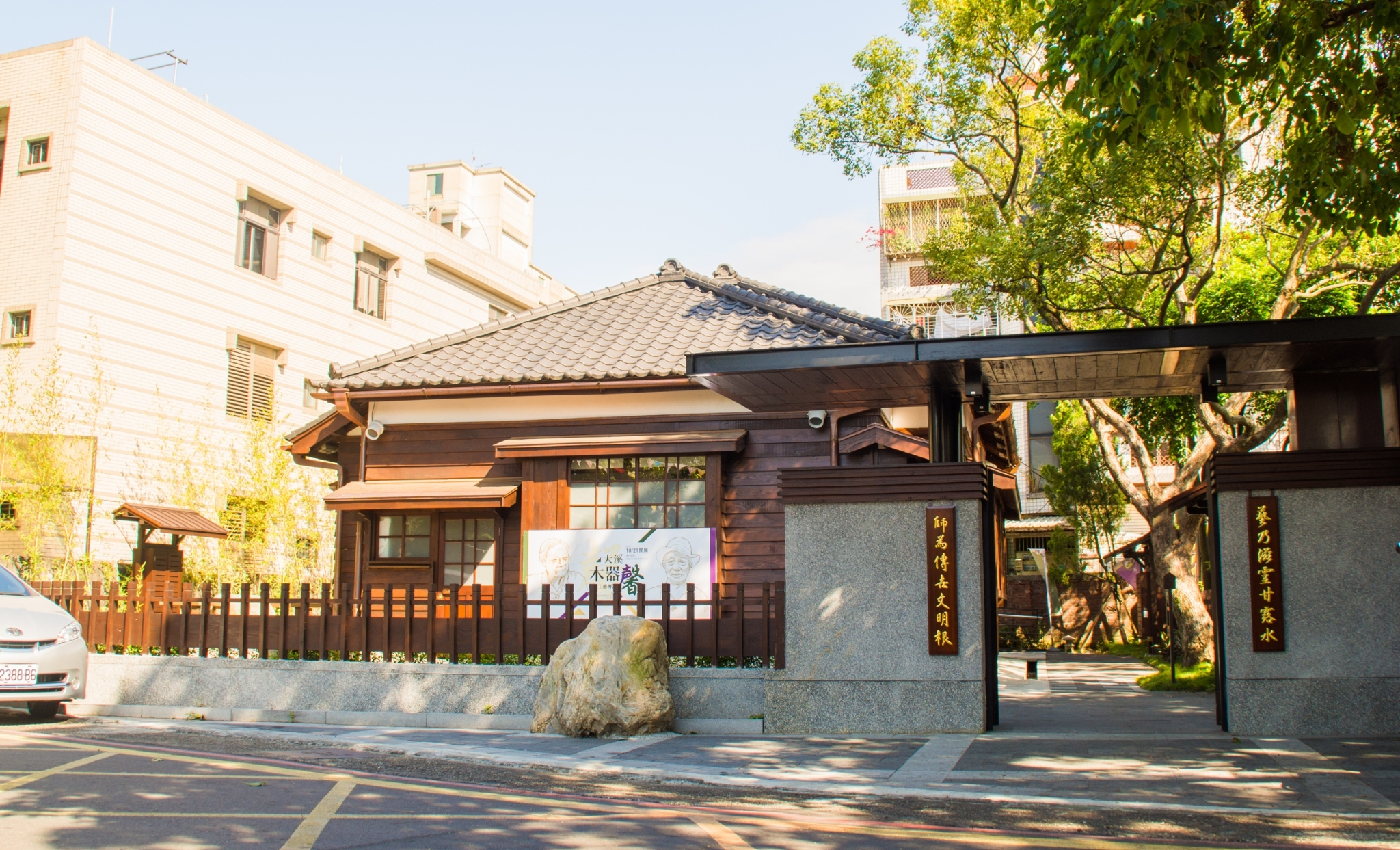
藝師館外觀
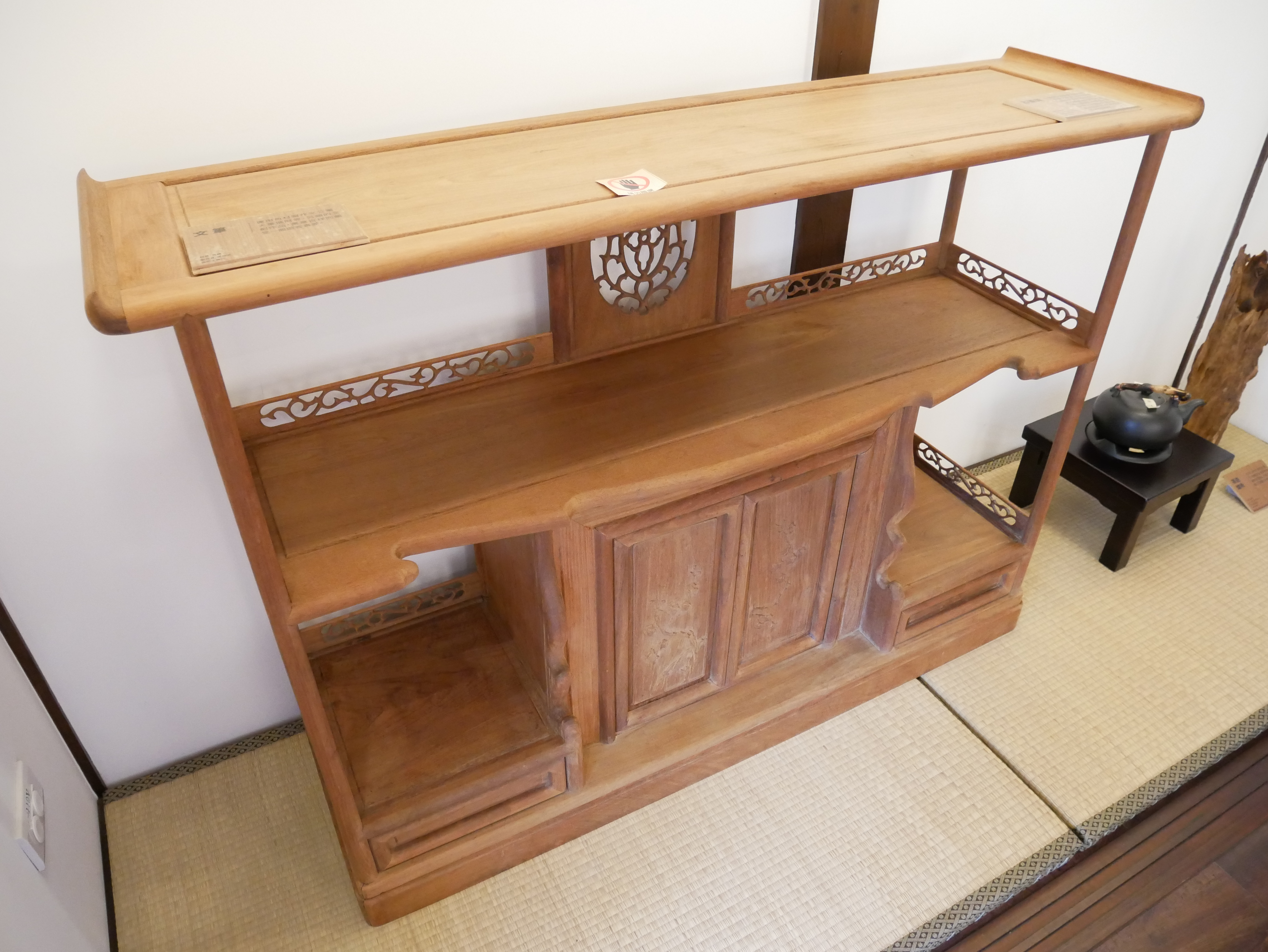
館內展示的古董架
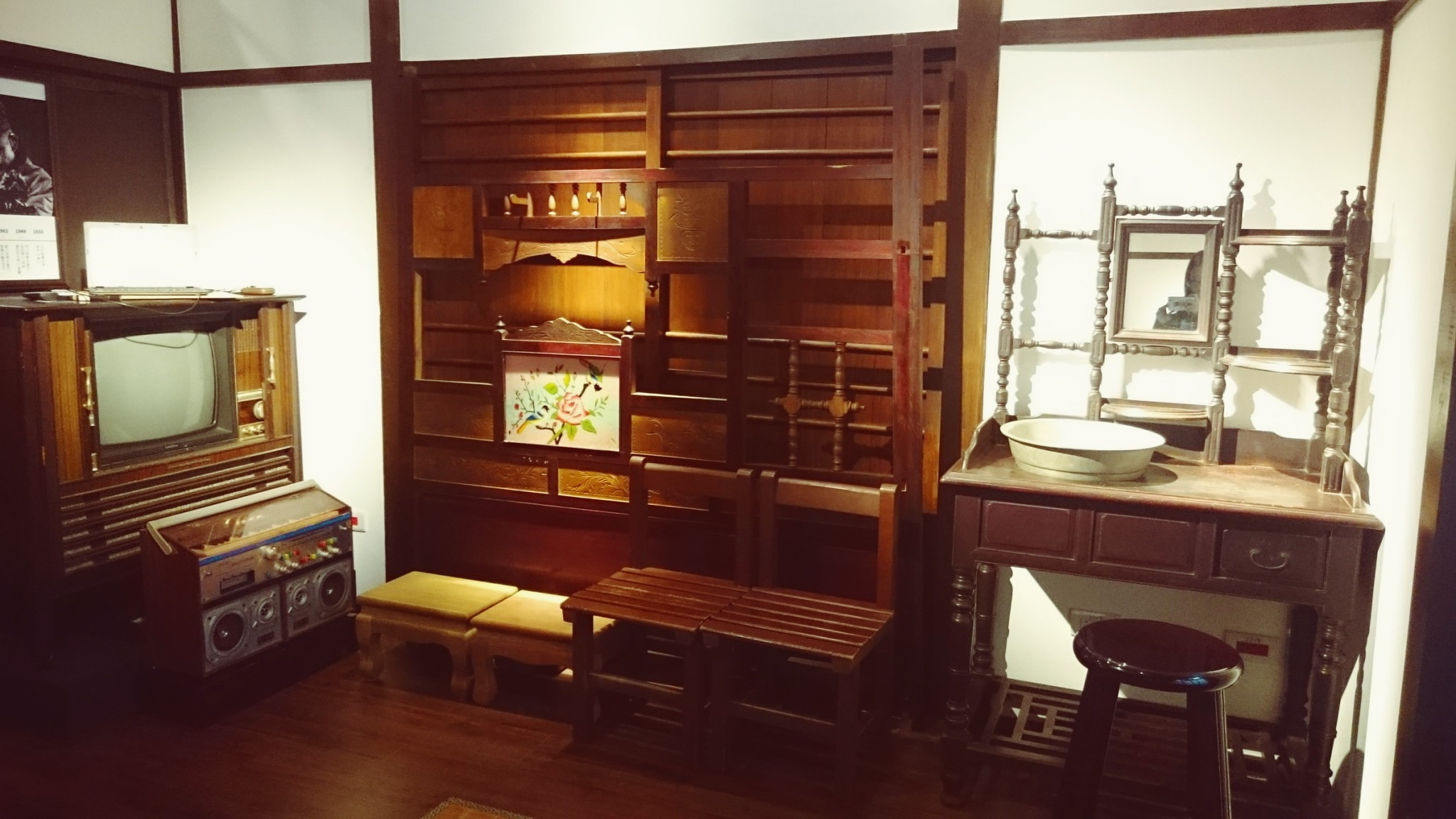
館內展示的木雕作品

藝師館原作為大溪郡役所警察課的單身警察官舍，建成於1941年。日式雙拼建築，建築上以木材、磚為建材、結構，屋面並鋪有日本瓦，設有雨淋板外牆，採地板抬高、木板隔間的設計，國民政府於大溪設置總統行館後，原為單身警察官舍的藝師館便改由蔣中正的專屬理髮師俞濟昌一家居住，後已搬離。
藝師館經過修繕後，作為專以「職人工藝傳說」為主題的展覽開放參觀。

### 六連棟

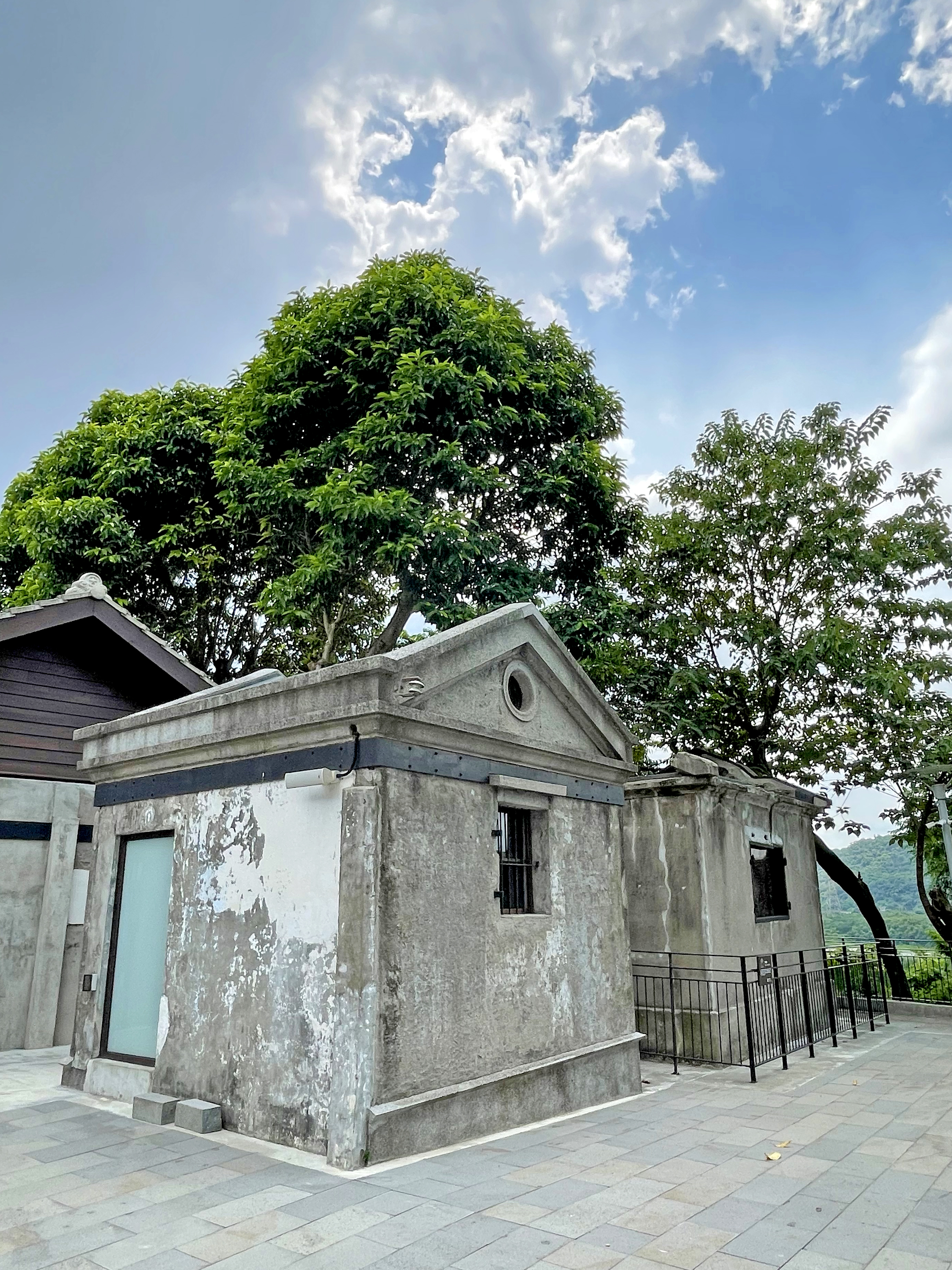
大溪警察局宿舍群彈藥庫

六連棟為1937年所興建，依照室內格局與資料，該建築最早應為四戶建房舍。2021年，該建築作為工藝師駐村空間、工藝教室、木工場及工藝傳習室之「工藝基地」使用，並作為琣養木藝及漆藝工藝，培育人才投入地方產業發展的設施。
此外，該建築後方擁有兩座彈藥庫建築，分別由鋼筋混凝土造及磚造，原屋架為木桁架、兩坡頂，磚砌牆體厚約26公分。並設有高架地坪、厚牆及下通氣孔作為防潮機能的構造，後在戰後期間，因應住戶的生活空間不足也曾改裝成住宅生活空間使用，當前已回復原貌開放參觀。

### 大溪分局長宿舍
大溪分局長宿舍（原為大溪郡役所警察課課長官舍）為警察宿舍群唯一一座結合寄棟式與切妻式屋頂的建築，總面積約172坪。當前也是警察宿舍群中保存狀況最為良好，且面積較大的獨棟日式宿舍。
最初完工時，其建築原是一排約一層樓平房，後因空間拓寬需求而都經過了增改建二樓結構。也因此保存著宿舍不同等級的形制特色及木構造建築工法。1966年，該建築曾由來自上海、在大溪分局執行內勤工作的楊先生一家遷入，最多共有10多人居住於此。
2016年，木藝生態博物館接手修復該建築物的工程，並以保留原建築特色及戰後住戶增建圍牆痕跡為目標，於2017年再利用為工藝交流館，作為在地雕刻、木藝等工藝家交流的場域使用而開放參觀。

## 另見
- 大溪國小日式宿舍
- 大溪武德殿
- 大溪公會堂

## 外部連結
- 大溪警察局宿舍群- 歷史建築 - 桃園市政府文化局 （页面存档备份，存于）
- 工藝交流館及工藝基地 - 桃園市立大溪木藝生態博物館 （页面存档备份，存于）
- 大溪老厝邊! 警察宿舍群生活故事展 - | 開放博物館 （页面存档备份，存于）